# Matthias von Neuenburg
Matthias von Neuenburg (auch Mathias; latinisiert Matthiae Nuewenburgensis, * um 1295 in Neuenburg am Rhein; † kurz nach 1364) war ein spätmittelalterlicher deutscher Chronist.

## Leben
Matthias studierte an der Universität Bologna kanonisches Recht und erwarb dort auch den Magistertitel (magister decretorum). Aus der Liste der immatrikulierten Studenten wird abgeleitet, dass Matthias Kontakte zu Eberhard von Kyburg und Peter Münch hatte. 1327 war er als Rechtsberater am geistlichen Gerichtshof von Basel. Nach dem Amtsverzicht des Basler Bischofs Hartung Münch ist er dann ab 1329 in derselben Position für den Bischof von Straßburg, Berthold von Buchegg, tätig. Matthias hatte von Buchegg in Basel kennengelernt, wo dieser der Deutschordenskommende angehörte. 1335 und wieder 1338 reiste er in offizieller Mission zur Kurie nach Avignon (siehe Avignonesisches Papsttum).
Matthias ist der Verfasser einer lateinischen Chronik, die unter anderem an das Werk des Martin von Troppau anschloss. Die Chronik ist, obwohl literarisch nicht besonders anspruchsvoll, eine der wichtigsten Quellen für die Zeit von 1245 bis 1350 mit dem Schwerpunkt auf dem Oberrhein, ab 1328 vor allem Straßburg. Sie ist in mehreren Redaktionen überliefert und mit mehreren Ergänzungen versehen; die Ergänzungen nach 1355 stammen jedoch wahrscheinlich nicht von Matthias selbst. In der älteren Forschung wurde auch lange bezweifelt, dass Matthias überhaupt der Autor des Werks ist (so wurde Albert II. von Hohenberg vermutet), was aber heute als unumstritten gilt. Matthias hat sich auf gute Quellen stützen können. Schwerpunkt der Darstellung ist die politische Geschichte, aber auch die adlige Lebenswelt, der Pestausbruch und Judenpogrome werden beschrieben.

## Ehe und Familie
Matthias stammte aus einer patrizischen Familie der Stadt Neuenburg. Als bischöflicher Beamter war er Kleriker. Er hatte aber nur die Niedere Weihe, wodurch er nicht an den Zölibat gebunden war. Er heiratete Elisabeth aus dem einflussreichen Basler Geschlecht der Münch. Es sind zwei Söhne bekannt:
- Mathias (Geistlicher)
- Heinzmann (1370 aus Straßburg verbannt)

## Ausgaben und Übersetzungen
- Adolf Hofmeister (Hrsg.): Die Chronik des Mathias von Neuenburg. MGH Scriptores rerum Germanicarum, Nova series Bd. 4,1. Berlin 1924/1940 (online).
- Die Chronik des Mathias von Neuenburg. Die Geschichtschreiber der deutschen Vorzeit 84. Übers. von Georg Grandaur. Mit Einleitung von Ludwig Weiland. 3. Aufl. Leipzig 1912 (Auflage von 1899 online; PDF; 6,7 MB).